# ترانه‌شناسی محمد معتمدی
ترانه‌شناسی محمد معتمدی، فهرستی از ترانه‌هایی است که توسط سید محمد معتمدی (به اختصار: محمد معتمدی)، خواننده و آهنگساز ایرانی، منتشر شده و مشتمل بر دو بخش «آلبوم‌ها» و «تک‌آهنگ‌ها» است.

محمد معتمدی در اختتامیه چهلمین دوره جشنواره فیلم فجر

معتمدی تاکنون با گروه‌های متعددی فعالیت داشته که از جملهٔ آنها می‌توان به گروه خورشید (مجید درخشانی)، همنوازان شیدا (محمدرضا لطفی)، ارکستر ملی ایران (فرهاد فخرالدینی)، هم آوایان (حسین علیزاده) و گروه ادیب (که خود وی پایه‌گذار آن است) اشاره کرد.
وی در سال ۲۰۱۳ میلادی از سوی رادیو دولتی فرانسه به عنوان خوانندهٔ برگزیدهٔ سال انتخاب شده و جایزه فرانس موزیک ۲۰۱۳ را دریافت کرده‌است.
اولین آلبوم وی، از بودن و سرودن نام دارد که در سال ۱۳۸۵ منتشر شده بود.

## فهرست

### آلبوم‌ها

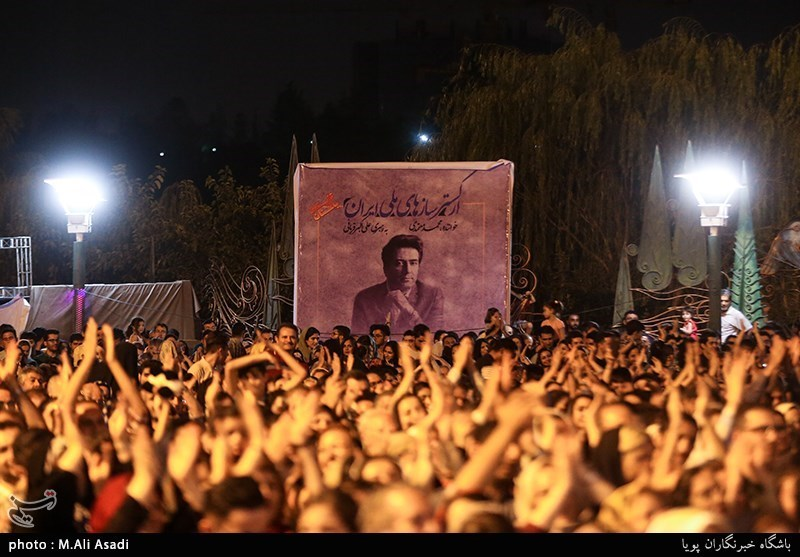
حضور مردم در کنسرت خیابانی محمد معتمدی در بوستان آب و آتش (۱۰ شهریور ۱۳۹۷)

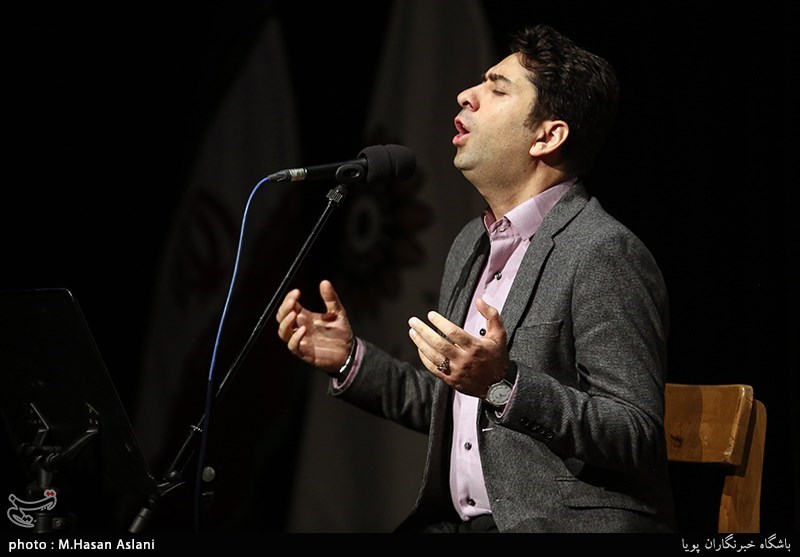
محمد معتمدی در حال خواندن در یادمان حسین منزوی (۲۸ شهریور ۱۳۹۶)

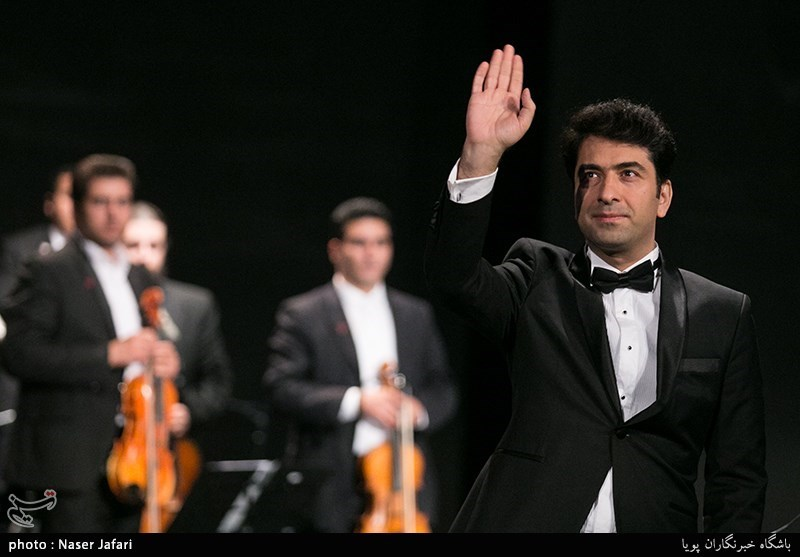
محمد معتمدی در کنسرت جاودانه‌های مجید وفادار در سالن همایش‌های برج میلاد (۱۰ شهریور ۱۳۹۶)

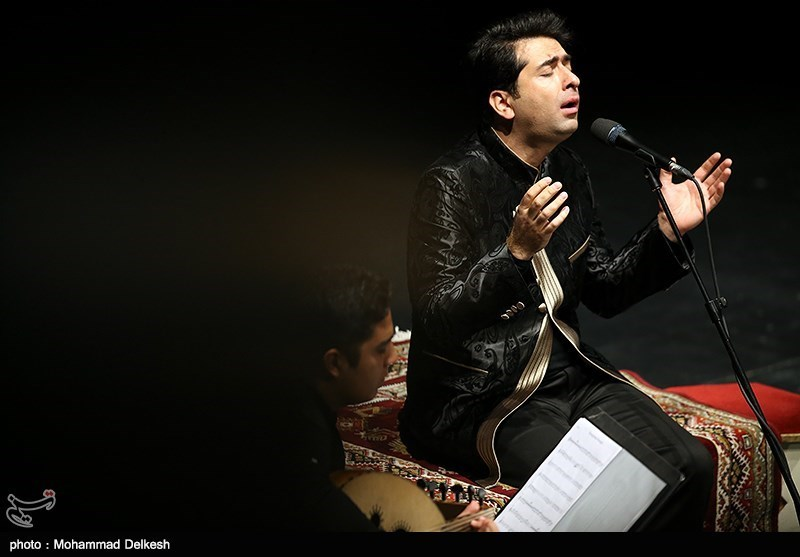
کنسرت محمد معتمدی در تالار وحدت (۶ اسفند ۱۳۹۵)

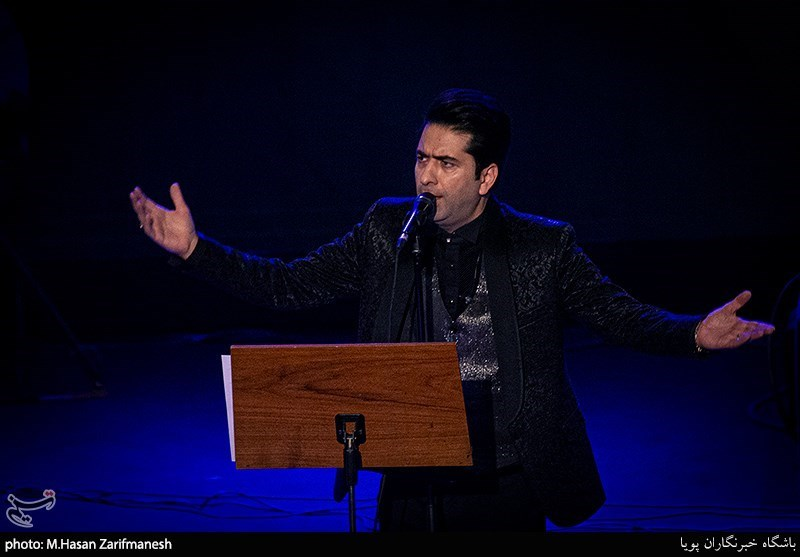
کنسرت آنلاین محمد معتمدی به مناسبت شب یلدا سال ۱۳۹۹

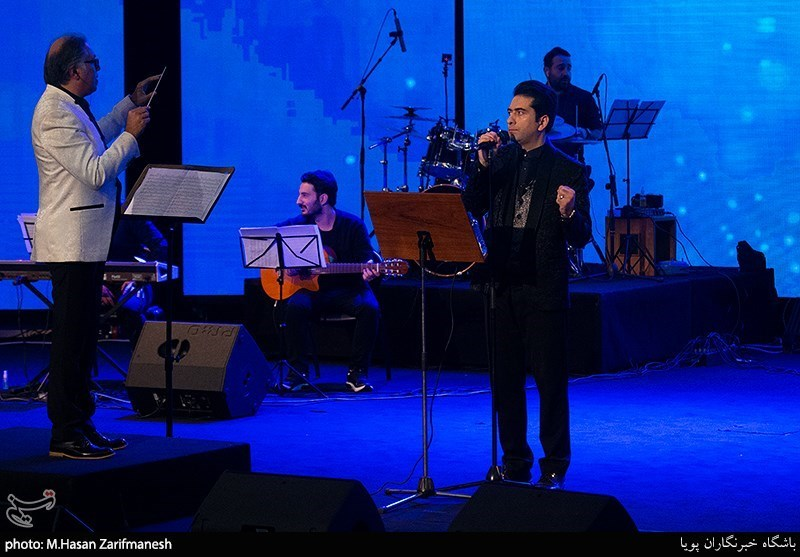
کنسرت آنلاین معتمدی در روزهای کرونایی در سالن همایش‌های برج میلاد

| آلبوم                              | عنوان ترانه                              | آهنگساز                                | سال  | منبع                 |
| ---------------------------------- | ---------------------------------------- | -------------------------------------- | ---- | -------------------- |
| از بودن و سرودن                    | «ره عشق»                                 | مجید درخشانی                           | ۱۳۸۵ | [ ۷ ]                |
| از بودن و سرودن                    | «شکسته»                                  | مجید درخشانی                           | ۱۳۸۵ | [ ۷ ]                |
| از بودن و سرودن                    | «مثنوی»                                  | مجید درخشانی                           | ۱۳۸۵ | [ ۷ ]                |
| از بودن و سرودن                    | «جان عاشق»                               | مجید درخشانی                           | ۱۳۸۵ | [ ۷ ]                |
| از بودن و سرودن                    | «از بودن و سرودن»                        | مجید درخشانی                           | ۱۳۸۵ | [ ۷ ]                |
| از بودن و سرودن                    | «خموشانه»                                | مجید درخشانی                           | ۱۳۸۵ | [ ۷ ]                |
| از بودن و سرودن                    | «چهارمضراب شکسته به همراه آواز»          | مجید درخشانی                           | ۱۳۸۵ | [ ۷ ]                |
| از بودن و سرودن                    | «ساز و آواز»                             | مجید درخشانی                           | ۱۳۸۵ | [ ۷ ]                |
| وطنم ایران                         | «وطنم ایران»                             | محمدرضا لطفی                           | ۱۳۸۶ | [ ۸ ]                |
| وطنم ایران                         | «ساز وآواز»                              | محمدرضا لطفی                           | ۱۳۸۶ | [ ۸ ]                |
| وطنم ایران                         | «مژده»                                   | محمدرضا لطفی                           | ۱۳۸۶ | [ ۸ ]                |
| وطنم ایران                         | «رنج»                                    | محمدرضا لطفی                           | ۱۳۸۶ | [ ۸ ]                |
| ای عاشقان                          | «خروش یار»                               | محمدرضا لطفی                           | ۱۳۸۷ | [ ۹ ]                |
| ای عاشقان                          | «ساز و آواز»                             | محمدرضا لطفی                           | ۱۳۸۷ | [ ۹ ]                |
| ای عاشقان                          | «گفتم غم تو دارم»                        | محمدرضا لطفی                           | ۱۳۸۷ | [ ۹ ]                |
| ای عاشقان                          | «ای عاشقان»                              | محمدرضا لطفی                           | ۱۳۸۷ | [ ۹ ]                |
| صوفی                               | «شور، دشتی، ضربی به همراه آواز»          | در جلد اثر، نامی از آهنگساز نیامده‌است. | ۱۳۸۸ | [ ۱۰ ]               |
| صوفی                               | «دوبیتی‌خوانی»                            | در جلد اثر، نامی از آهنگساز نیامده‌است. | ۱۳۸۸ | [ ۱۰ ]               |
| صوفی                               | «یاد باد»                                | در جلد اثر، نامی از آهنگساز نیامده‌است. | ۱۳۸۸ | [ ۱۰ ]               |
| صوفی                               | «دل عاشق»                                | در جلد اثر، نامی از آهنگساز نیامده‌است. | ۱۳۸۸ | [ ۱۰ ]               |
| صوفی                               | «ضربی بداهه در چهارگاه به همراه آواز»    | در جلد اثر، نامی از آهنگساز نیامده‌است. | ۱۳۸۸ | [ ۱۰ ]               |
| صوفی                               | «ساز و آواز مخالف»                       | در جلد اثر، نامی از آهنگساز نیامده‌است. | ۱۳۸۸ | [ ۱۰ ]               |
| صوفی                               | «نسیم نوروز»                             | در جلد اثر، نامی از آهنگساز نیامده‌است. | ۱۳۸۸ | [ ۱۰ ]               |
| یادواره عارف قزوینی                | «نمی‌دانم چه»                             | محمدرضا لطفی                           | ۱۳۸۸ | [ ۱۱ ]               |
| یادواره عارف قزوینی                | «از کفم رها»                             | محمدرضا لطفی                           | ۱۳۸۸ | [ ۱۱ ]               |
| یادواره عارف قزوینی                | «رنگ قدیمی»                              | محمدرضا لطفی                           | ۱۳۸۸ | [ ۱۱ ]               |
| یادواره عارف قزوینی                | «رنگ درویش‌خان»                           | محمدرضا لطفی                           | ۱۳۸۸ | [ ۱۱ ]               |
| سایه جان                           | «بیات ترک»                               | محمدرضا لطفی                           | ۱۳۸۹ | [ ۱۲ ] [ ۱۳ ] [ ۱۴ ] |
| بدرود با بدرود                     | «بدرود با بدرود ۱»                       | علی قمصری                              | ۱۳۹۰ | [ ۱۵ ]               |
| بدرود با بدرود                     | «بدرود با بدرود ۲»                       | علی قمصری                              | ۱۳۹۰ | [ ۱۵ ]               |
| گاهی سه گاهی                       | «پیش‌درآمد سلوک»                          | پویا سرایی                             | ۱۳۹۱ | [ ۱۶ ]               |
| گاهی سه گاهی                       | «آرزو»                                   | پویا سرایی                             | ۱۳۹۱ | [ ۱۶ ]               |
| گاهی سه گاهی                       | «مهر گردون»                              | پویا سرایی                             | ۱۳۹۱ | [ ۱۶ ]               |
| گاهی سه گاهی                       | «در آتش»                                 | پویا سرایی                             | ۱۳۹۱ | [ ۱۶ ]               |
| گاهی سه گاهی                       | «ساز و آواز»                             | پویا سرایی                             | ۱۳۹۱ | [ ۱۶ ]               |
| سراسر مه                           | «وداع»                                   | آرش کامور                              | ۱۳۹۲ | [ ۱۷ ]               |
| سراسر مه                           | «کهن‌دیار»                                | آرش کامور                              | ۱۳۹۲ | [ ۱۷ ]               |
| سراسر مه                           | «یاد آر»                                 | آرش کامور                              | ۱۳۹۲ | [ ۱۷ ]               |
| سراسر مه                           | «غریبانه»                                | آرش کامور                              | ۱۳۹۲ | [ ۱۷ ]               |
| سراسر مه                           | «دشت در سوگ»                             | آرش کامور                              | ۱۳۹۲ | [ ۱۷ ]               |
| سراسر مه                           | «سپیداران»                               | آرش کامور                              | ۱۳۹۲ | [ ۱۷ ]               |
| سراسر مه                           | «امشب ای ماه»                            | آرش کامور                              | ۱۳۹۲ | [ ۱۷ ]               |
| سراسر مه                           | «سراسر مه»                               | آرش کامور                              | ۱۳۹۲ | [ ۱۷ ]               |
| باده تویی                          | «سماع»                                   | حسین علیزاده                           | ۱۳۹۲ | [ ۱۸ ]               |
| باده تویی                          | «مثنوی»                                  | حسین علیزاده                           | ۱۳۹۲ | [ ۱۸ ]               |
| باده تویی                          | «نغمه جان سوز»                           | حسین علیزاده                           | ۱۳۹۲ | [ ۱۸ ]               |
| باده تویی                          | «باده تویی»                              | حسین علیزاده                           | ۱۳۹۲ | [ ۱۸ ]               |
| باده تویی                          | «بیا تا گل برافشانیم»                    | حسین علیزاده                           | ۱۳۹۲ | [ ۱۸ ]               |
| باده تویی                          | «هنگام»                                  | حسین علیزاده                           | ۱۳۹۲ | [ ۱۸ ]               |
| عشقیم گل (به زبان ترکی آذربایجانی) | «عشقیم گل»                               | حسین علیزاده                           | ۱۳۹۴ | [ ۱۹ ]               |
| عشقیم گل (به زبان ترکی آذربایجانی) | «ساری گلین»                              | حسین علیزاده                           | ۱۳۹۴ | [ ۱۹ ]               |
| عشقیم گل (به زبان ترکی آذربایجانی) | «سن سیز»                                 | حسین علیزاده                           | ۱۳۹۴ | [ ۱۹ ]               |
| عشقیم گل (به زبان ترکی آذربایجانی) | «گل اوینا»                               | حسین علیزاده                           | ۱۳۹۴ | [ ۱۹ ]               |
| دورها آوایی است                    | «آوای پریشانی»                           | مهدی تیموری                            | ۱۳۹۴ | [ ۲۰ ]               |
| دورها آوایی است                    | «شاه صنم»                                | مهدی تیموری                            | ۱۳۹۴ | [ ۲۰ ]               |
| دورها آوایی است                    | «شوق دیدار»                              | مهدی تیموری                            | ۱۳۹۴ | [ ۲۰ ]               |
| دورها آوایی است                    | «شب‌های بی مهتاب»                         | مهدی تیموری                            | ۱۳۹۴ | [ ۲۰ ]               |
| ابروکمان                           | «انتظار»                                 | احسان ذبیحی‌فر                          | ۱۳۹۴ | [ ۲۱ ]               |
| ابروکمان                           | «ساز و آواز (درآمد)»                     | احسان ذبیحی‌فر                          | ۱۳۹۴ | [ ۲۱ ]               |
| ابروکمان                           | «کرشمه»                                  | احسان ذبیحی‌فر                          | ۱۳۹۴ | [ ۲۱ ]               |
| ابروکمان                           | «ساز و آواز (زابل و مویه)»               | احسان ذبیحی‌فر                          | ۱۳۹۴ | [ ۲۱ ]               |
| ابروکمان                           | «ساز و آواز (مخالف)»                     | احسان ذبیحی‌فر                          | ۱۳۹۴ | [ ۲۱ ]               |
| ابروکمان                           | «ابروکمان»                               | احسان ذبیحی‌فر                          | ۱۳۹۴ | [ ۲۱ ]               |
| بگو کجایی                          | «بزم یاران»                              | مجید وفادار رضا موسوی‌زاده              | ۱۳۹۶ | [ ۲۲ ]               |
| بگو کجایی                          | «به سوی تو»                              | مجید وفادار رضا موسوی‌زاده              | ۱۳۹۶ | [ ۲۲ ]               |
| بگو کجایی                          | «چون تو را دیدم»                         | مجید وفادار رضا موسوی‌زاده              | ۱۳۹۶ | [ ۲۲ ]               |
| بگو کجایی                          | «غرور شکسته»                             | مجید وفادار رضا موسوی‌زاده              | ۱۳۹۶ | [ ۲۲ ]               |
| بگو کجایی                          | «گل‌اندام»                                | مجید وفادار رضا موسوی‌زاده              | ۱۳۹۶ | [ ۲۲ ]               |
| بگو کجایی                          | «جلوه هستی»                              | مجید وفادار رضا موسوی‌زاده              | ۱۳۹۶ | [ ۲۲ ]               |
| بگو کجایی                          | «محفل هستی»                              | مجید وفادار رضا موسوی‌زاده              | ۱۳۹۶ | [ ۲۲ ]               |
| بگو کجایی                          | «سفری در شب»                             | مجید وفادار رضا موسوی‌زاده              | ۱۳۹۶ | [ ۲۲ ]               |
| بگو کجایی                          | «ساز و آواز شور»                         | مجید وفادار رضا موسوی‌زاده              | ۱۳۹۶ | [ ۲۲ ]               |
| بی‌محابا                            | «میخانه»                                 | ابراهیم طهرانی                         | ۱۳۹۶ | [ ۲۳ ]               |
| بی‌محابا                            | «یار با ماست»                            | ابراهیم طهرانی                         | ۱۳۹۶ | [ ۲۳ ]               |
| بی‌محابا                            | «ای عشق»                                 | ابراهیم طهرانی                         | ۱۳۹۶ | [ ۲۳ ]               |
| بی‌محابا                            | «کوی خرابات»                             | ابراهیم طهرانی                         | ۱۳۹۶ | [ ۲۳ ]               |
| بی‌محابا                            | «بی کمترین بهانه»                        | ابراهیم طهرانی                         | ۱۳۹۶ | [ ۲۳ ]               |
| بی‌محابا                            | «سواران»                                 | ابراهیم طهرانی                         | ۱۳۹۶ | [ ۲۳ ]               |
| بی‌محابا                            | «وعده دیدار»                             | ابراهیم طهرانی                         | ۱۳۹۶ | [ ۲۳ ]               |
| سرمست                              | «خورشید»                                 | محسن جلیلی                             | ۱۳۹۶ | [ ۲۴ ]               |
| سرمست                              | «قافله»                                  | محسن جلیلی                             | ۱۳۹۶ | [ ۲۴ ]               |
| سرمست                              | «سرمست»                                  | محسن جلیلی                             | ۱۳۹۶ | [ ۲۴ ]               |
| سرمست                              | «سودا»                                   | محسن جلیلی                             | ۱۳۹۶ | [ ۲۴ ]               |
| سرمست                              | «عشق است»                                | محسن جلیلی                             | ۱۳۹۶ | [ ۲۴ ]               |
| سرمست                              | «جنون»                                   | محسن جلیلی                             | ۱۳۹۶ | [ ۲۴ ]               |
| سرمست                              | «از زلف تو شانه»                         | محسن جلیلی                             | ۱۳۹۶ | [ ۲۴ ]               |
| حالا که می‌روی                      | «باور نمی‌کنی»                            | فرید سعادتمند                          | ۱۳۹۷ | [ ۲۵ ]               |
| حالا که می‌روی                      | «غم پنهان»                               | فرید سعادتمند                          | ۱۳۹۷ | [ ۲۵ ]               |
| حالا که می‌روی                      | «نشانی»                                  | فرید سعادتمند                          | ۱۳۹۷ | [ ۲۵ ]               |
| حالا که می‌روی                      | «دل‌های فروشی»                            | فرید سعادتمند                          | ۱۳۹۷ | [ ۲۵ ]               |
| حالا که می‌روی                      | «حالا که می‌روی»                          | فرید سعادتمند                          | ۱۳۹۷ | [ ۲۵ ]               |
| حالا که می‌روی                      | «کوچه انتظار»                            | فرید سعادتمند                          | ۱۳۹۷ | [ ۲۵ ]               |
| حالا که می‌روی                      | «کجایی»                                  | فرید سعادتمند                          | ۱۳۹۷ | [ ۲۵ ]               |
| حالا که می‌روی                      | «آفرینش»                                 | فرید سعادتمند                          | ۱۳۹۷ | [ ۲۵ ]               |
| مناجات                             | «حمد و ثنا»                              | بدون استفاده از ساز                    | ۱۳۹۷ | [ ۲۶ ]               |
| مناجات                             | «شهد شهادت»                              | بدون استفاده از ساز                    | ۱۳۹۷ | [ ۲۶ ]               |
| مناجات                             | «دشتی (ای حیات دل هر زنده دلی)»          | بدون استفاده از ساز                    | ۱۳۹۷ | [ ۲۶ ]               |
| مناجات                             | «آواز مخالف سه گاه»                      | بدون استفاده از ساز                    | ۱۳۹۷ | [ ۲۶ ]               |
| مناجات                             | «گریبان چاک»                             | بدون استفاده از ساز                    | ۱۳۹۷ | [ ۲۶ ]               |
| مناجات                             | «در میکده عشق»                           | بدون استفاده از ساز                    | ۱۳۹۷ | [ ۲۶ ]               |
| مناجات                             | «شعله گردان (آواز اصفهان)»               | بدون استفاده از ساز                    | ۱۳۹۷ | [ ۲۶ ]               |
| مناجات                             | «بیات ترک (ای خدا این وصل را هجران مکن)» | بدون استفاده از ساز                    | ۱۳۹۷ | [ ۲۶ ]               |
| مناجات                             | «مقصود عاشقان دو عالم (آواز همایون)»     | بدون استفاده از ساز                    | ۱۳۹۷ | [ ۲۶ ]               |
| مناجات                             | «مرهم»                                   | بدون استفاده از ساز                    | ۱۳۹۷ | [ ۲۶ ]               |
| صبر کن                             | «صبر کن»                                 | مهیار علیزاده                          | ۱۳۹۸ | [ ۲۷ ]               |
| صبر کن                             | «در هوایت بی قرارم»                      | مهیار علیزاده                          | ۱۳۹۸ | [ ۲۷ ]               |
| صبر کن                             | «مرا یارا»                               | مهیار علیزاده                          | ۱۳۹۸ | [ ۲۷ ]               |
| صبر کن                             | «از تولد»                                | مهیار علیزاده                          | ۱۳۹۸ | [ ۲۷ ]               |
| صبر کن                             | «هیچ مگو»                                | مهیار علیزاده                          | ۱۳۹۸ | [ ۲۷ ]               |
| صبر کن                             | «در هوایت»                               | مهیار علیزاده                          | ۱۳۹۸ | [ ۲۷ ]               |
| صبر کن                             | «اینجا جدا شویم»                         | مهیار علیزاده                          | ۱۳۹۸ | [ ۲۷ ]               |
| تهران عاشق                         | پناه آخر                                 | محمدرضا چراغعلی                        | ۱۳۹۹ | [ ۲۸ ]               |
| تهران عاشق                         | تهران عاشق                               | محمدرضا چراغعلی                        | ۱۳۹۹ | [ ۲۸ ]               |
| تهران عاشق                         | می‌نویسم عشق                              | محمدرضا چراغعلی                        | ۱۳۹۹ | [ ۲۸ ]               |
| تهران عاشق                         | با من بمان                               | محمدرضا چراغعلی                        | ۱۳۹۹ | [ ۲۸ ]               |
| تهران عاشق                         | ایران                                    | محمدرضا چراغعلی                        | ۱۳۹۹ | [ ۲۸ ]               |
| تهران عاشق                         | بی‌خاطره                                  | محمدرضا چراغعلی                        | ۱۳۹۹ | [ ۲۸ ]               |
| تهران عاشق                         | پریشانی                                  | محمدرضا چراغعلی                        | ۱۳۹۹ | [ ۲۸ ]               |
| تهران عاشق                         | گل سنگ                                   | محمدرضا چراغعلی                        | ۱۳۹۹ | [ ۲۸ ]               |

### تک‌آهنگ‌ها
| عنوان ترانه                 | آهنگساز                 | سال  | منبع   |
| --------------------------- | ----------------------- | ---- | ------ |
| گفتگوی شمس و مولانا         | بهزاد عبدی              | ۱۳۸۸ | [ ۲۹ ] |
| «به یاد صیاد»               | مرتضی حنانه             | –    | [ ۳۰ ] |
| «از یاد رفته»               | بهزاد عبدی              | –    | [ ۳۱ ] |
| سرود دانشگاه علامه طباطبایی | فردین خلعتبری           | ۱۳۹۴ | [ ۳۲ ] |
| «عبور»                      | علی قمصری               | ۱۳۹۴ | [ ۳۳ ] |
| «کویر»                      | محمد معتمدی             | ۱۳۹۵ | [ ۳۴ ] |
| «پرواز»                     | محمد معتمدی             | ۱۳۹۵ | [ ۳۵ ] |
| «سوگند»                     | جواد افشار              | ۱۳۹۵ | [ ۳۶ ] |
| «یلدا»                      | محمد معتمدی             | ۱۳۹۵ | [ ۳۷ ] |
| «برف»                       | محمد معتمدی             | ۱۳۹۵ | [ ۳۸ ] |
| «پوئم سمفونی تختی»          | پوریا خادم              | ۱۳۹۵ | [ ۳۹ ] |
| «در جستجوی آرامش»           | بهزاد عبدی              | ۱۳۹۶ | [ ۴۰ ] |
| «زنجیرش کنید»               | میدیا فرج‌نژاد           | ۱۳۹۶ | [ ۴۱ ] |
| «همراه نسیم»                | همایون خرم              | ۱۳۹۶ | [ ۴۲ ] |
| «خاک گرم»                   | عماد توحیدی             | ۱۳۹۷ | [ ۴۳ ] |
| «پاییز»                     | مسعود کرامتی            | ۱۳۹۷ | [ ۴۴ ] |
| «کوبار»                     | بهزاد عبدی              | ۱۳۹۷ | [ ۴۵ ] |
| «آرام من»                   | مسعود کرامتی            | ۱۳۹۷ | [ ۴۶ ] |
| «تا آسمان»                  | محمد معتمدی             | ۱۳۹۷ | [ ۴۷ ] |
| «لحظه گرگ و میش»            | فرهاد اسعدیان           | ۱۳۹۷ | [ ۴۸ ] |
| «جان ایران»                 | حبیب خزایی‌فر            | ۱۳۹۸ | [ ۴۹ ] |
| «شرایط خاص»                 | حمیدرضا صدری            | ۱۳۹۸ | [ ۵۰ ] |
| «ملکاوان»                   | مهیار علیزاده           | ۱۳۹۸ | [ ۵۱ ] |
| «پناه آخر»                  | محمدرضا چراغعلی         | ۱۳۹۸ | [ ۵۲ ] |
| «غم دل»                     | مرتضی خان محجوبی        | ۱۳۹۸ | [ ۵۳ ] |
| «تمام خاطرات من»            | محمدرضا چراغعلی         | ۱۳۹۹ | [ ۵۴ ] |
| «دستم را بگیر»              | مسعود سخاوت‌دوست         | ۱۳۹۹ | [ ۵۵ ] |
| «کاشکی»                     | میدیا فرج‌نژاد           | ۱۳۹۹ | [ ۵۶ ] |
| «بهانه‌ای برای گریستن»       | محسن جلیلی              | ۱۳۹۹ | [ ۵۷ ] |
| «مژده باران»                | عماد توحیدی             | ۱۳۹۹ | [ ۵۸ ] |
| «کوچه»                      | براساس ترانه‌ معروف ترکی | ۱۴۰۱ | [ ۵۹ ] |
| «مثل ماه»                   | میلاد عرفان‌پور          | ۱۴۰۱ | [ ۶۰ ] |

### اپراهای عروسکی
- اپرای عاشورا آواگر نقش حربن یزید ریاحی[۶۱]
- اپرای مولوی آواگر نقش مولوی[۶۲]
- اپرای سعدی آواگر نقش سعدی[۶۳]
- اپرای خیام آواگر نقش خیام[۶۴]
- اپرای حافظ آواگر نقش حافظ[۶۵]

## یادداشت
1. ↑  کمانچه: سینا جهان‌آبادی، دهل: رزا یزدانی، دف و دایره: حسن رضایی‌نیا
2. ↑  با همکاری گروه هم آوایان
3. ↑  با همکاری پوریا اخواص
4. ↑  به همراه همایون شجریان